# Falsistrellus
Falsistrellus is een geslacht van zoogdieren uit de familie van de gladneuzen (Vespertilionidae). De wetenschappelijke naam van het geslacht werd in 1943 gepubliceerd door Ellis Le Geyt Troughton.

## Soorten
Er worden 2 soorten in dit geslacht geplaatst:
- Falsistrellus mackenziei D. J. Kitchener, Caputi, & B. Jones, 1986
- Falsistrellus tasmaniensis (J. Gould, 1858)